# エリックまたひら
エリックまたひら（エリックまたひら、1985年1月5日 - ）は、日本のタレント・俳優。事務所は、カレーラに所属している。本名は、又平エリック康憲。177センチ、62kg、O型。

## 人物概要
父親が日本人で母親がオーストラリア人のハーフ。3人兄弟の長男である。静岡県立韮山高等学校、横浜市立大学卒業。
二男はPureBoysの安藤龍（又平アンドリュー知也）、三男又平デビット幸太郎の『ブラッディ・マンデイ Season2』でのデビューをもって、兄弟揃って芸能界入りを果たした。
兄弟はみんな野球をやっている。高校時代は野球部に所属し、甲子園を目指し日夜努力していた。ポジションはサードだった。右投げ、右打ち。
弟のアンドリューも、静清工業高校時代、野球部に所属しており甲子園に出場している。
弟と共に草野球チーム「武磨(ブーマ）」に所属していた。背番号は0。
「武磨(ブーマ）」が解散したため、現在は世田谷区1部「ピンヘッズ」に所属している。
高校時代の同窓会で旧友に「欧米か」とタカアンドトシ風に突っ込まれたところ、「和風か」と返答したらしい。
趣味は野球、ビリヤード、ダーツ、ボウリングと多彩である。
2023年7月現在、急成長中の税理士法人（スタートアップ税理士法人）の税務コンサルタントとして、新たなキャリアに挑戦、活躍中であることが確認されている。

## 出演

### テレビドラマ
- 野ブタ。をプロデュース（2005年10月15日 - 12月17日、日本テレビ系）- 2年B組生徒 山田ジェイムズ隆志 役（レギュラー）
- 快感職人（2006年7月 - 9月、テレビ朝日系）- エステ店員 エリック 役（レギュラー）

### バラエティ
- 平成教育2005予備校（2005年、フジテレビ）- エリック名義で出演

### 教養番組
- イタリア語会話（2006年度）（2006年4月 - 2007年3月、NHK教育）

### 舞台
- MOTHER マザー 〜特攻の母 鳥濱トメ物語〜（2009年12月9日 - 13日、新国立劇場小劇場）-  アメリカ兵 ハスキン 役
- GO,JET!GO!GO!Vol.5 〜涙のドライマティーニ ガールズにライバル出現!?〜（2012年7月18日 - 29日、アクアスタジオ）
- エアースタジオ「信長」（2012年8月15日 - 19日、全労済ホールスペース・ゼロ）

### その他
- 私的チャイナビ ナビゲーター（2006年5月6日 - 27日、TBS）
- Webショートムービー 「想いを、あなたへ。〜アントーニオ〜」
- 携帯ストリーミングトーク番組「いい男♂サプリ」第1回ゲスト（dwango.jp）